# Zeche Friedrich Ernestine
Die Zeche Friedrich Ernestine war ein Steinkohlenbergwerk in Essen-Stoppenberg. Die Gewerkschaft des Steinkohlenbergwerks Friedrich Ernestine war eines der Gründungsmitglieder des Rheinisch-Westfälischen Kohlen-Syndikats.

## Geschichte

### Die Anfänge
Die Gewerkschaft Friedrich Ernestine wurde 1871 durch die Familie Stinnes gegründet. Die Gewerkschaft war damit die jüngste der Gewerkschaften mit Beteiligung der sieben Geschwister der Familie Stinnes. Im selben Jahr wurde zunächst das Feld Ernestine in die beiden Felder Ernestine und Ernestine nördliches Feld geteilt. Das Feld Ernestine wurde an die Firma Friedrich Krupp verpachtet. Am 25. Mai desselben Jahres erging der Beschluss, die beiden Felder Glückauf Ernestine und Ernestine nördliches Feld zusammenzulegen. Noch im selben Jahr wurde mit den Teufarbeiten für den Schacht 1 begonnen. Dieser Schacht gehörte zur Zeche Glückauf Friedrich, die Teufarbeiten an diesem Schacht waren bei einer Teufe von 11,5 Metern wegen starken Gebirgsdrucks eingestellt worden. Danach war die Gewerkschaft Glückauf Friedrich liquidiert worden und der Schacht wurde zusammen mit dem Feld Glückauf Ernestine zur Berechtsame von Friedrich Ernestine gelegt. Am 21. Mai des Jahres 1872 wurden die Felder zu Friedrich Ernestine konsolidiert. Noch im selben Jahr erreichte der Schacht 1 bei einer Teufe von 107 Metern das Karbon. Bei einer Teufe von 131 Metern (- 42 m NN) wurde die 1. Sohle angesetzt. Im Jahr darauf wurde bei einer Teufe von 178 Metern (- 89 m NN) die 2. Sohle und bei einer Teufe von 217 Metern (- 128 m NN) die 3. Sohle angesetzt.

### Die ersten Betriebsjahre
Im Jahr 1873 wurde im Schacht 1 mit der Förderung begonnen. Im selben Jahr wurde über Tage eine Wasserhaltungsmaschine installiert. Die Maschine wurde durch eine zweizylindrige Dampfmaschine angetrieben, die eine Leistung von 300 PS hatte. Die Maschine hob das Grubenwasser mittels einer im Schacht 1 eingebauten Gestängepumpe und war in der Lage, pro Minute 1,5 Kubikmeter Wasser zu heben. Im Jahr 1876 machte sich im Schacht 1 starker Druck auf den Schachtausbau bemerkbar. Im Jahr 1878 wurde ein Feldertausch mit den Zechen Graf Beust und Königin Elisabeth durchgeführt. Die Berechtsame umfasste nun eine Fläche von 1,7 km2. Im Jahr 1880 wurde auch im Feld Ernestine abgebaut, da dort keine eigene Schachtanlage vorhanden war. Im Jahr darauf wurde bei einer Teufe von 258 Metern (- 169 m NN) die 4. Sohle angesetzt. Im Jahr 1884 wurde ein Durchschlag zur Nachbarzeche Graf Beust erstellt. Dieser am 2. Januar erstellte Durchschlag war erforderlich geworden, um einen zweiten Ausgang für die Bergleute zu erhalten. Im selben Jahr endete der Pachtvertrag mit Friedrich Krupp. Am 6. Mai des Jahres 1889 wurde eine Feldesbereinigung mit der Zeche Königin Elisabeth vorgenommen. Im selben Jahr wurde bei einer Teufe von 306 Metern (- 217 m NN) die 5. Sohle angesetzt. Im Jahr 1890 wurde ein zecheneigenes Kraftwerk in Betrieb genommen. Das Kraftwerk lieferte gleichzeitig auch elektrische Energie für die Beleuchtung im Stadtteil Stoppenberg. Im darauffolgenden Jahr wurden die Kohlenwäsche und eine Separation in Betrieb genommen.
Im Jahr 1892 wurde eine Kokerei in Betrieb genommen. Im selben Jahr wurde für die Kohlensieberei eine Dampfmaschine mit einer Leistung von 50 PS in Betrieb genommen. Mit dieser Maschine wurden die Becherwerke, Lesebänder und die Kettenbahn angetrieben. Außerdem wurde eine Dampfmaschine mit einer Leistung von 150 PS zum Antrieb der Becherwerke und der Setzmaschinen in der Wäsche in Betrieb genommen. Im Jahr 1893 wurden die Teufarbeiten am Schacht 1 weiter geführt und der Schacht tiefer geteuft. Zu diesem Zeitpunkt gehörte das Bergwerk zum Bergrevier Ost Essen. Bei einer Teufe von 367 Metern (- 278 m NN) wurde die 6. Sohle angesetzt. Im Westfeld wurde durch die Zeche Graf Beust abgebaut. Im Jahr 1896 wurde der Schacht 1 tiefer geteuft und bei einer Teufe von 474 Metern (- 386 m NN) wurde eine Zwischensohle angesetzt. Um die Bewetterung der Grubenbaue zu bewerkstelligen, wurden die Abwetter ab der 4. Sohle über einen Wetterschacht abgeleitet. Der Wetterschacht hatte einen Querschnitt von fünf Quadratmetern. Um die Fettkohlenflöze aufzuschließen, wurden im Jahr 1897 die Teufarbeiten am Schacht 1 weiter fortgeführt. Die Wettersohle für die geplante 7. Sohle wurde 81 Meter unterhalb der 6. Sohle angesetzt. Im selben Jahr wurde bei einer Teufe von 534 Metern (- 445 m NN) die 7. Sohle angesetzt. Auf der 6. Sohle wurden in den Flözen Laura und Victoria Versuchsarbeiten durchgeführt, jedoch brachten diese Arbeiten keine guten Resultate. Außerdem wurde auf der 6. Sohle mit dem Abbau und auf 7. Sohle mit den Ausrichtungsarbeiten begonnen. Das Bergwerk verfügte zu diesem Zeitpunkt noch immer über nur einen Schacht. Aus diesem Grund wurde im selben Jahr mit den Teufarbeiten für den Schacht 2 begonnen. Der Schacht 2, der als Wetterschacht dienen sollte, wurde neben Schacht 1 angesetzt. Des Weiteren wurde über Tage mit dem Bau einer Maschinenhalle für zwei Kompressoren und einer elektrischen Beleuchtungsanlage begonnen.
Im Jahr 1899 war der Schacht 2 bis zur 7. Sohle abgeteuft und ging in Betrieb. Der Schacht erhielt eine Dampffördermaschine, die eine Leistung von 900 PS hatte. Als Seilträger diente eine Koepescheibe mit einem Durchmesser von 7,5 Metern. Die so ausgerüstete Förderanlage konnte eine Nutzlast von 2,6 Tonnen mit einer Geschwindigkeit von bis zu 15 Metern pro Sekunde aus einer Teufe von 800 Metern fördern. Mit Inbetriebnahme des neuen Wetterschachtes war der alte kleine Wetterschacht nicht mehr erforderlich und wurde abgeworfen. Um die Bewetterung der Grubenbaue sicherzustellen, wurde über Tage ein Grubenlüfter mit einem Flügelraddurchmesser von 2,8 Metern in Betrieb genommen. Der Lüfter wurde von einer Verbund-Dampfmaschine angetrieben, die eine Leistung von 210 PS hatte. Dieser Lüfter konnte pro Minute bis zu 3200 Kubikmeter Abwetter aus dem Grubengebäude saugen. Außerdem wurde ein Kompressor installiert, der pro Stunde eine Druckluftmenge von 2500 Kubikmetern mit einem Druck von fünf Bar erzeugen konnte. Angetrieben wurde der Kompressor von einer Dampfmaschine, die eine Leistung von 300 PS hatte. Im selben Jahr wurde das Längenfeld Friedrich Ernestine von der Zeche Hagenbeck übernommen.

### Der weitere Betrieb
Im Jahr 1902 wurde mit der Erneuerung der Kokerei begonnen. Die Kokerei bestand aus 70 Koksöfen, davon 40 Regenerativöfen und 30 Unterbrennöfen. Zusätzlich wurde eine Nebenproduktanlage installiert, mit der Teer, Leichtöl, schwefelsaures Ammoniak und konzentriertes Ammoniakwasser erzeugt werden konnten. Die Umbauarbeiten dauerten bis 1904. Im selben Jahr wurden die Teufarbeiten am Schacht 2 weitergeführt und der Schacht wurde tiefer geteuft. Bei einer Teufe von 636 Metern (- 547 m NN) wurde die 8. Sohle angesetzt. Im Jahr 1903 wurde mit der Gewinnung auf der 7. Sohle begonnen. Im selben Jahr wurde ein zweiter Grubenlüfter installiert. Dieser Lüfter hatte einen Flügelraddurchmesser von vier Metern. Bei einer äquivalenten Grubenweite von 2,8 Quadratmetern konnte der Lüfter pro Minute 5800 Kubikmeter Abwetter aus dem Grubengebäude saugen. Der Lüfter wurde von einem Drehstrommotor angetrieben, der eine Leistung 184 Kilowatt hatte. Außerdem wurde ein zweiter Kompressor für die Drucklufterzeugung installiert. Der Kompressor war ein Zweizylinder-Verbund-Schieber-Kompressor mit Röhren-Zwischenkühler. Angetrieben wurde der Kompressor von einer 500 PS starken direktgekuppelten Verbund-Dampfmaschine. Der Kompressor konnte pro Stunde 6400 Kubikmeter Druckluft mit einem Druck von sechs Bar erzeugen. In der Zeit vom 11. Januar bis zum 11. Februar des Jahres 1905 kam es auf der Zeche Friedrich Ernestine zu einem Streik. Im selben Jahr trat die Gewerkschaft der Deutschen Ammoniak-Verkaufs-Vereinigung bei. Im Jahr 1908 wurde der Schacht 1 mit der 8. Sohle durchschlägig. Der Schacht erhielt eine neue Fördermaschine. Die Maschine war mit einer Koepescheibe ausgestattet, die einen Durchmesser von acht Metern hatte. Die antreibende Dampfmaschine erbrachte eine Leistung von 1400 PS. Die so ausgestattete Förderanlage konnte aus einer Teufe von bis zu 800 Metern eine Nutzlast von bis zu sechs Tonnen mit einer Fahrgeschwindigkeit von 15 Metern pro Sekunde heben. Außerdem erhielt der Schacht ein neues Fördergerüst. Im selben Jahr trat die Gewerkschaft der Deutschen Benzol-Vereinigung bei.
Am 6. Oktober des Jahres 1910 kam es auf dem Bergwerk zu einer Schlagwetterexplosion. Bei diesem Grubenunglück wurden vier Bergleute getötet. Im selben Jahr wurde mit der Stadt Essen ein Vertrag über die Lieferung von Kokereigas geschlossen. Ab dem Jahr 1912 kam es zu schweren Bergschäden im Abbaubereich des Bergwerks. Am 1. Juni des Jahres 1919 kam es erneut zu einer Schlagwetterexplosion. Bei diesem Unglück verloren sechs Bergleute ihr Leben. Am 9. März des Jahres 1920 wurde das Bergwerk an die RWE angegliedert. Im Jahr 1922 wurden die Teufarbeiten an Schacht 1 weitergeführt und der Schacht wurde erneut tiefer geteuft. Im Jahr 1926 trat die Gewerkschaft der Aktiengesellschaft für Kohleverwertung bei. Im Jahr 1927 wurde im Schacht 1 bei einer Teufe von 799 Metern (- 710 m NN) die 9. Sohle angesetzt. Am 15. Mai des Jahres 1929 wurde eine Zentralkokerei auf dem Werksgelände der Zeche Friedrich Ernestine in Betrieb genommen. Diese Kokerei wurde mit 60 modernen Koksöfen völlig neu errichtet. Die alten Kokereien auf Victoria Mathias und Friedrich Ernestine wurden stillgelegt. Im Jahr 1934 wurde die Grube mit Zeche Victoria Mathias durchschlägig, d. h., es gab eine direkte Verbindung zwischen den Gruben. Im Jahr 1939 umfasste die Berechtsame eine Fläche von 1,9 km2. Im Jahr 1942 wurde der Schacht 2 bis zu einer Teufe von 785 Metern geteuft. Im selben Jahr wurde die Gewerkschaft Mitglied der Gesellschaft für Teerverwertung mbH.

### Die letzten Jahre bis zur Stilllegung
Im Jahr 1946 wurde die 9. Sohle zur Hauptfördersohle. Im Jahr 1951 wurden die Teufarbeiten am Schacht 1 wieder aufgenommen und der Schacht erneut tiefer geteuft. Im Jahr 1952 wurde bei einer Teufe von 893 Metern (- 804 m NN) die 10. Sohle angesetzt. Im selben Jahr wurde die Gewerkschaft Friedrich Ernestine aufgelöst. Das Betriebseigentum der Gewerkschaft Friedrich Ernestine wurde auf die Gewerkschaft Victoria Mathias übertragen. Im Jahr 1954 wurden die Teufarbeiten am Schacht 2 wieder aufgenommen und der Schacht erneut tiefer geteuft. Am 16. Dezember desselben Jahres wurde das Längenfeld Friedrich Ernestine I Teil des Feldes Friedrich Ernestine. Im Jahr darauf erreichte der Schacht 1 eine Teufe von 1057 Metern und der Schacht 2 eine Teufe von 1016 Metern. Bei einer Teufe von 975 Metern (- 886 m NN) wurde die 11. Sohle angesetzt. Im Jahr 1957 erfolgte der Verbund zu Victoria Mathias, Graf Beust & Friedrich Ernestine. Im Jahr 1963 wurde die Zeche Friedrich Ernestine stillgelegt. Der Schacht im Baufeld Friedrich Ernestine wurde verfüllt.

### Förderung und Belegschaft
Auf dem Bergwerk wurden Fettkohlen mit guter Qualität abgebaut, die Kohlen waren für die Gasproduktion gut geeignet. Die ersten Förder- und Belegschaftszahlen stammen aus dem Jahr 1873, in diesem Jahr wurden mit 196 Beschäftigten 6390 Tonnen Steinkohle gefördert. Im Jahr 1875 wurde mit 692 Beschäftigten eine Förderung von 136.493 Tonnen Steinkohle erbracht. 1880 wurde eine Förderung von 157.117 Tonnen Steinkohle erbracht, die Belegschaftsstärke betrug in diesem Jahr 601 Beschäftigte. Im Jahr 1885 wurden mit 525 Beschäftigten insgesamt 162.000 Tonnen Steinkohle gefördert. Im Jahr 1890 waren 588 Beschäftigte auf dem Bergwerk, die Förderung betrug 185.941 Tonnen Steinkohle. Im Jahr 1895 wurden mit 738 Beschäftigten 191.619 Tonnen Steinkohle gefördert. Im Jahr 1900 wurde mit 870 Beschäftigten eine Förderung von 219.754 Tonnen Steinkohle erbracht. 1905 wurde eine Förderung von 318.411 Tonnen Steinkohle erbracht, die Belegschaftsstärke betrug in diesem Jahr 988 Beschäftigte. Im Jahr 1910 wurden mit 1270 Beschäftigten 330.000 Tonnen Steinkohle gefördert.
Im Jahr 1913 wurde eine Förderung von 476.795 Tonnen Steinkohle erbracht, die Belegschaftszahl lag bei 1667 Beschäftigten. Im Jahr 1920 wurde mit 1983 Beschäftigten eine Förderung von 376.333 Tonnen Steinkohle erbracht. Trotz Rückgang der Belegschaftsstärke auf 1632 Beschäftigte stieg die Förderung 1925 leicht an auf 399.822 Tonnen Steinkohle. Im Jahr 1930 wurden mit 1632 Beschäftigten eine Förderung von 366.753 Tonnen Steinkohle erbracht. Im Jahr 1935 betrug die Förderung 401.000 Tonnen Steinkohle, die Belegschaftsstärke lag bei 1053 Beschäftigten. Die maximale Förderung wurde im Jahr 1937 mit 1674 Beschäftigten erbracht. Es wurde eine Förderung von 626.328 Tonnen Steinkohle erbracht. Im Jahr 1940 sank die Förderung auf 522.469 Tonnen Steinkohle, die Belegschaftsstärke lag bei 1489 Beschäftigten. Im Jahr 1945 wurde mit 1040 Beschäftigten eine Förderung von 152.080 Tonnen Steinkohle erbracht. Im Jahr 1950 stieg die Förderung noch einmal auf 450.919 Tonnen Steinkohle, die Belegschaftsstärke lag bei 1861 Beschäftigten. Die letzten bekannten Förder- und Belegschaftszahlen des Bergwerks stammen aus dem Jahr 1955, in diesem Jahr wurden mit 1792 Beschäftigten 389.005 Tonnen Steinkohle gefördert.

## Heutiger Zustand
Die Schächte Friedrich Ernestine wurden verfüllt und die Anlagen komplett abgebrochen. Heute befindet sich auf dem Zechengelände an der Langemarckstraße das Gewerbegebiet Friedrich Ernestine.
Im Jahr 2011 taufte die RWE zur Erinnerung an die Zeche ein Installationsschiff für Windkraftanlagen auf den Namen Friedrich Ernestine.